# Reviews of Modern Physics
Reviews of Modern Physics is een internationaal, aan collegiale toetsing onderworpen wetenschappelijk tijdschrift op het gebied van de natuurkunde.
De naam wordt in literatuurverwijzingen meestal afgekort tot Rev. Mod. Phys.
Het wordt uitgegeven door de American Physical Society en verschijnt 4 keer per jaar.
Het eerste nummer verscheen in 1929.
Reviews of Modern Physics is een zustertijdschrift van Physical Review, gespecialiseerd in langere overzichtsartikelen.